# Ардонь
Ардо́нь (рос. Ардонь) — селище, у минулому смт, підпорядковане Клинцівській міськраді Брянської області, Росія.
Населення селища становить 2 831 особа (2002).
До 2004 року селище мало статус селища міського типу.